# Lea Thompson
Lea Kathleen Thompson (Rochester, Minnesota, 31 de maig de 1961) és una actriu estatunidenca. És coneguda principalment pel seu paper com Lorraine McFly en la trilogia Back to the Future.

## Biografia
Thompson va estudiar dansa sent nena, i practicava tres o quatre hores diàries. Va començar a ballar professionalment amb 14 anys. Lee llavors va guanyar beques per a diverses escoles del ballet clàssic, com The American Ballet Theatre i The Sant Francisco Ballet. Va ballar amb The Minnesota Danse Theatre, The Pennsylvania Ballet Company i The Ballet Repertory. Les lesions i alguna crítica li van fer abandonar la dansa i fer carrera com a actriu. Es va traslladar a Nova York als 20 anys, i allà va realitzar diversos anuncis de Burger King en els anys 1980 juntament amb Elisabeth Shue, que després també apareixeria en Retorn al futur 2.

## Carrera com a actriu
Lee va fer el seu primer paper important en All the Right Moves (1983), al costat de Tom Cruise. Després va treballar a Red Dawn (1984) i The Wild Life (1984). Però pel que és recordada és pel paper de Lorraine Baines McFly en Back to the Future i les seves posteriors seqüeles. Posteriorment va aparèixer en S.O.S. Equip Blau (1986) i Howard: un nou heroi (1986), que van fracassar estrepitosament en taquilla. Va ser Alicia Mitchell en la pel·lícula Daniel el Trapella (1993) i va protagonitzar The Beverly Hillbillies (1993).
Thompson va obtenir un èxit de crítica i públic com l'estrella de sitcom de la NBC Caroline in the City en el període 1995-1999. El 2005, Thompson va protagonitzar una sèrie de telefilms per al canal Hallmark en la qual interpreta a Jane Doe, una ex agent secreta convertida en mestressa de casa que ajuda al govern a solucionar misteris. També ha aparegut en un episodi de Law & Order: Special Victims Unit i va tenir el paper protagonista en el quart capítol de la primera temporada de Tales from the Crypt.

## Vida privada
Està casada amb el director Howard Deutch. Es van conèixer i es van enamorar en el rodatge de la pel·lícula Una meravella amb classe (1987). Tenen dues filles, Madeline, nascuda el 1990, i Zoey Deutch, nascuda el 1994.
Anteriorment va estar sortint amb Dennis Quaid, al que va conèixer en el rodatge de Jaws 3-D.
Té un germà, Andrew Thompson, que va tenir una reeixida carrera en la dansa amb el Ballet de Colorado. Tots dos van fer classes de ballet clàssic en la seva joventut i ell fins i tot va ajudar a pagar les classes.

## Filmografia
Les seves pel·lícules més destacades són:
- All the Right Moves (1983)
- Tauró 3 (1983)
- Aurora roja (Red Dawn) (1984)
- The Wild Life (1984)
- Retorn al futur  (1985)
- S.O.S. Equip Blau (1986)
- Howard the Duck (1986)
- Una meravella amb classe (1987)
- Retorn al futur 2 (1989)
- Zona zero: alerta vermella (1989)
- Back to the Future Part III (1990)
- Atur clínic (1992)
- Daniel, el trapella  (1993)
- The Beverly Hillbillies (1993)
- The Little Rascals (1994)
- La veritat silenciada (1995)
- Silenci legal (1996)
- Spy School (2008)
- Mayor Cupcake (2011)
- The cabin (2011)
- Switched at Birth (2011-2017) Sèrie de TV
- My Mother's Future Husband - (2014)